# Hantken Miksa
Hantken Miksa (Jablonka, 1821. szeptember 26. – Budapest, 1893. június 26.) bányamérnök, a Magyar Tudományos Akadémia tagja.

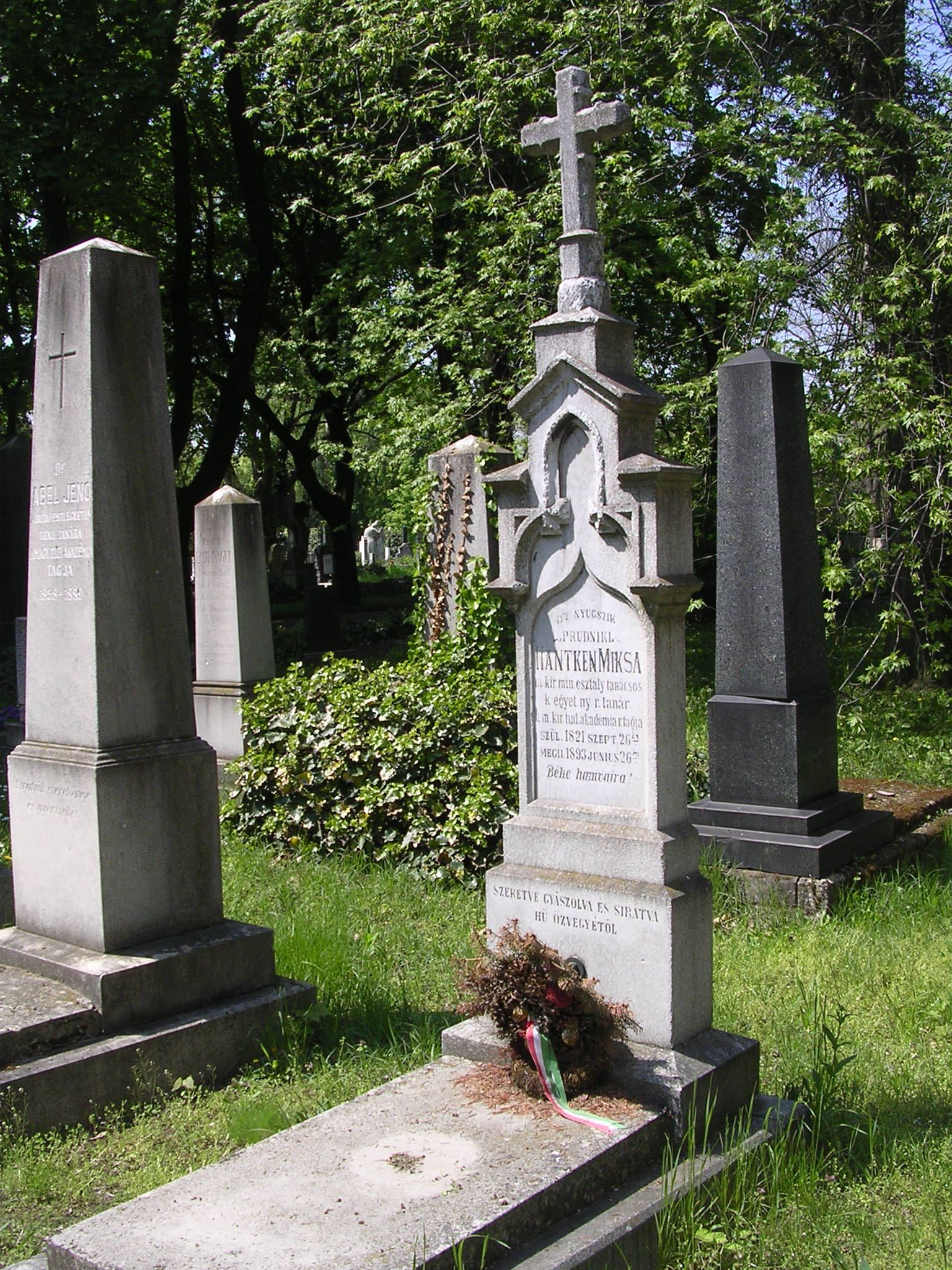
Sírja a Fiumei úti sírkertben (34/2-1-50)

## Tanulmányai
A mai Kis-lengyelországi vajdaságban lévő, akkor Árva vármegyéhez tartozó Jablonkán született. Elemi iskoláit szülőfalujában, középiskolái tanulmányait Teschenben végezte. Ezután 1840–1842 között a Bécsi Egyetem hallgatója volt. Bécsi tanulmányait megszakította, és 1846-ban a Selmecbányai Bányászati Akadémián fejezte be tanulmányait, ahol bányamérnöki oklevelet szerzett.

## Munkássága vidéken
Különböző bányavállalatoknál dolgozott, míg 1852-ben a bányatulajdonos Dorogon kérte fel a vezető főmérnöki állás betöltésére. Dorogon kidolgozta a szénmedence földtani ismeretének rendszerét. Komoly eredményeket ért el a szénbányászat fejlesztésében, a termelés növelésében. Időközben házasságot kötött Hoblik Idával, a dorogi postamester lányával.

## Tevékenysége a fővárosban
1861 és 1867 között a Pesti Kereskedelmi Akadémia oktatója volt. 1864-ben a Magyar Tudományos Akadémia levelező tagjává, majd 1874-ben rendes tagjává választotta. 1868-ban minisztériumi földtani osztályt szerveztek vezetésével. Még ugyanebben az évben a Természettudományi Társulat titkárává választották Szabó József elnöksége idején. 1869-ben kormányrendelettel megalapították a Magyar Állami Földtani Intézetet, amelynek igazgatójává nevezték ki; ezt a tisztséget 1881-ig töltötte be. 1882-ben a Budapesti Tudományegyetemen megalakul Európa második önálló őslénytani tanszéke (akkori nevén Palaeontológiai Intézet) amelynek élére  kap kinevezést. A tanszéket 1893-ban bekövetkezett haláláig vezette, oktatott valamint saját gyűjteményét az egyetemnek ajándékozva megalapozta az oktatás támogatására létrehozott őslénytani gyűjteményt amit folyamatosan bővített.
Nemzetközi hírnévre elsősorban az akkoriban újdonságnak számító mikropaleontológiai kutatásai révén tett szert.

## Halála
Az 1880-as zágrábi földrengéssel kapcsolatos kutatásai közben, 1893-ban meghűlt, majd Budapestre visszaérkezése után, betegsége szövődményei következtében június 26-án meghalt.

## Emlékezete
Sírja a Fiumei úti sírkertben van. Dorogon a városközpontból a vasútállomásra vezető forgalmas utca viseli nevét (korábban Vilmos császár utca volt).
Ő a névadója a Hantken Miksa Alapítványnak, mely 2005-ben jött létre azzal a céllal, hogy elősegítse az új őslénytani tudományos kutatási eredmények létrehozását, megismertetését és gyakorlati alkalmazását.
Neve előtt tiszteleg a Hantkeniana című periodika, mely az Eötvös Loránd Tudományegyetem Őslénytani Tanszéke kiadásában jelent meg 1995 és 2015 között.

### Róla elnevezett taxonok
- Foraminifera. Hantkeninoidea öregcsalád, Hantkeninidae család Cushman, 1927. Nem: Hantkenina Cushman, 1925; alnem: Nummulites (Hantkenia) Munier-Chalmas, 1885 (paleogén). Faj: Triasina hantkeni Majzon, 1954 (triász); Gaudryna hantkeni Lőrenthey, 1913; Guttulina hantkeni (Cushman & Ozawa, 1930); Hemirobulina hantkeni (Bandy, 1949); Karreriella hantkeniana Cushman, 1936; Lugdunum hantkenianum (Brady, 1881); Nomionella hantkeni (Cushman & Applin, 1926); Saracenaria hantkeni Cushman, 1933; Uvigerina hantkeni Cushman & Edwards, 1937 (paleogén); Glandulina hantkeni Franzenau, 1894 (miocén)
- Radiolaria: Spinocapnuchosphaera hantkeni Kozur, Moix & Ozsvárt, 2009 (triász)
- Korall: Circophyllia hantkeni Reuss, 1870 (eocén)
- Csiga: Amauropsis hantkeni Kittl, 1912 (triász); Ampullina hantkeni Szőts, 1944; Marginella hantkeni Szőts, 1953; Nerita hantkeni Szőts, 1953; Tympanotonos (Eotympanotonus) hantkeni (Munier-Chalmas, 1877); Vicetia hantkeni (Lefèvre, 1878) (eocén); Melanopsis hantkeni Hofmann, 1870 (oligocén)
- Kagyló: Margaritifera hantkeni Modell, 1950 (oligocén); Limnocardium hantkeni Fuchs, 1870 (pannóniai)
- Ammonitesz. Nem: Hantkeniceras Kovács, 1939. Faj: Ticinites hantkeni (Mojsisovics, 1881) (triász); Hantkeniceras hantkeni (Schloenbach, 1867); Bredyia hantkeni (Géczy, 1966); Oppelia hantkeni Herbich, 1878 (jura)
- Pörgekarú: Meznericsia hantkeni (Meznerics, 1944) (eocén)
- Rák: Pseudophlyctenodes hantkeni (Lőrenthey, 1898); Trachypatagus hantkeni (Pávay, 1874); Balanus hantkeni Kolosváry, 1947 (eocén)

## Művei
- Az esztergomi burányrétegek és a Kis-Czelli tályag földtani kora. Pest, 1871.
- A beocsini márga földtani kora. Budapest, 1874.
- A Nummulitok rétegzeti (stratigraphiai) jelentősége a délnyugati középmagyarországi hegység ó-harmadkori képződményeiben. Budapest, 1875.
- Adalékok a Kárpátok földtani ismeretéhez. Budapest, 1877.
- Hébert és Munier Chalmas közleményei a magyarországi ó-harmadkori képződményekből. Budapest, 1879.
- A Clavulina Szabói-rétegek, az Euganeák és a tengeri Alpok területén és a krétakorú "Scaglia" az Euganeákban. Budapest, 1883.
- Uj adatok a buda-nagykovácsii hegység és az esztergomi vidék föld és őslénytani ismeretéhez. Budapest, 1884.